# Universidade

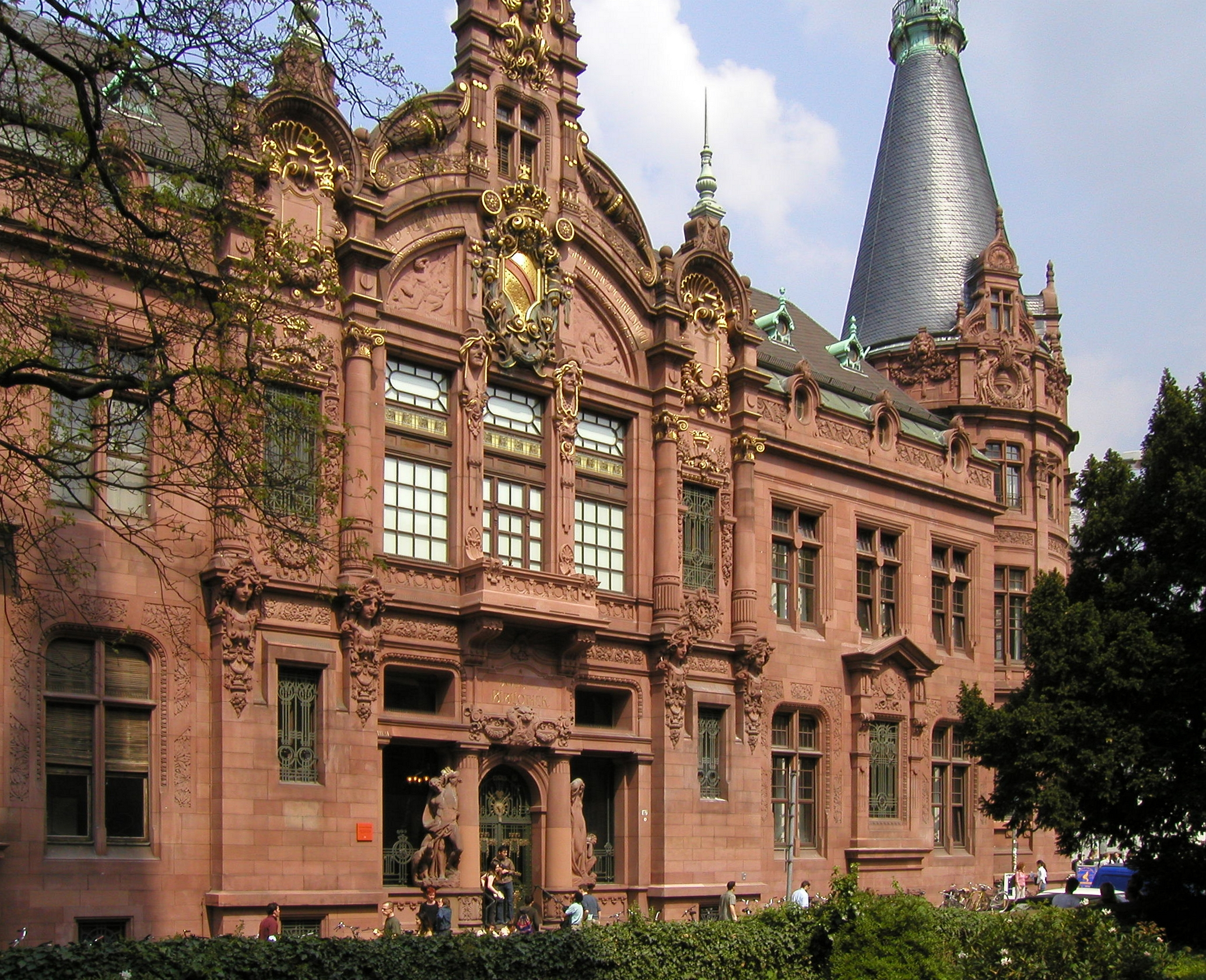
Universidade de Heidelberg, a universidade mais antiga da Alemanha e uma das melhores da Europa.

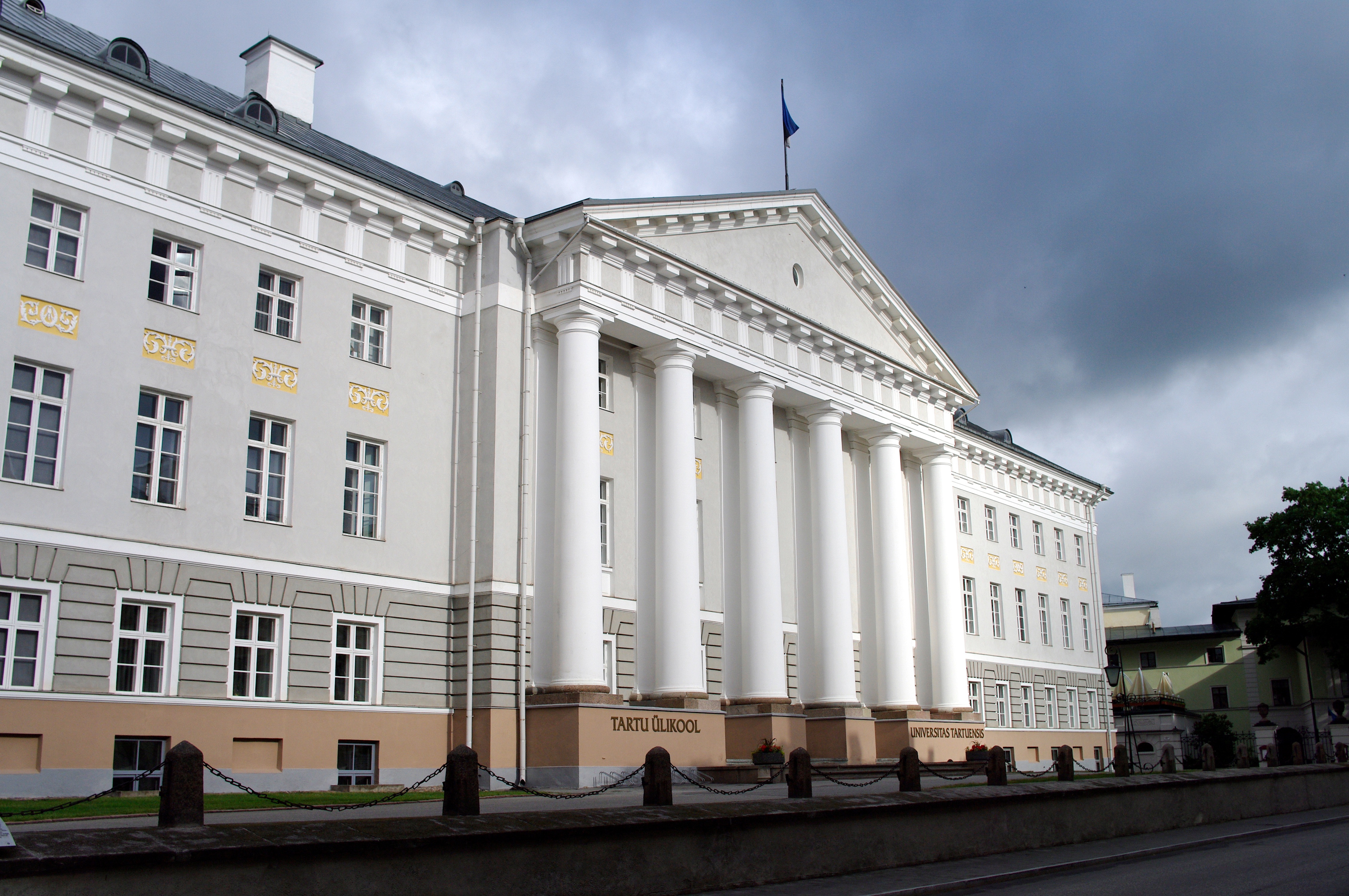
O atual edifício principal da Universidade de Tartu (instituição do século XVII) foi construído no século XIX. É uma das universidades mais prestigiadas do mundo na atualidade.

Uma universidade é uma instituição de ensino superior pluridisciplinar e de formação de quadros profissionais de nível superior, de investigação, de extensão e de domínio e cultivo do saber humano. Uma universidade fornece educação tanto terciária (graduação) quanto quaternária (pós-graduação). Segundo Mazzari Júnior "as universidades gozam de autonomia para executar suas finalidades, em estrita observância ao texto constitucional, porém este direito não proíbe o Estado de verificar o uso desta prerrogativa nas atividades que lhes são próprias".

## História

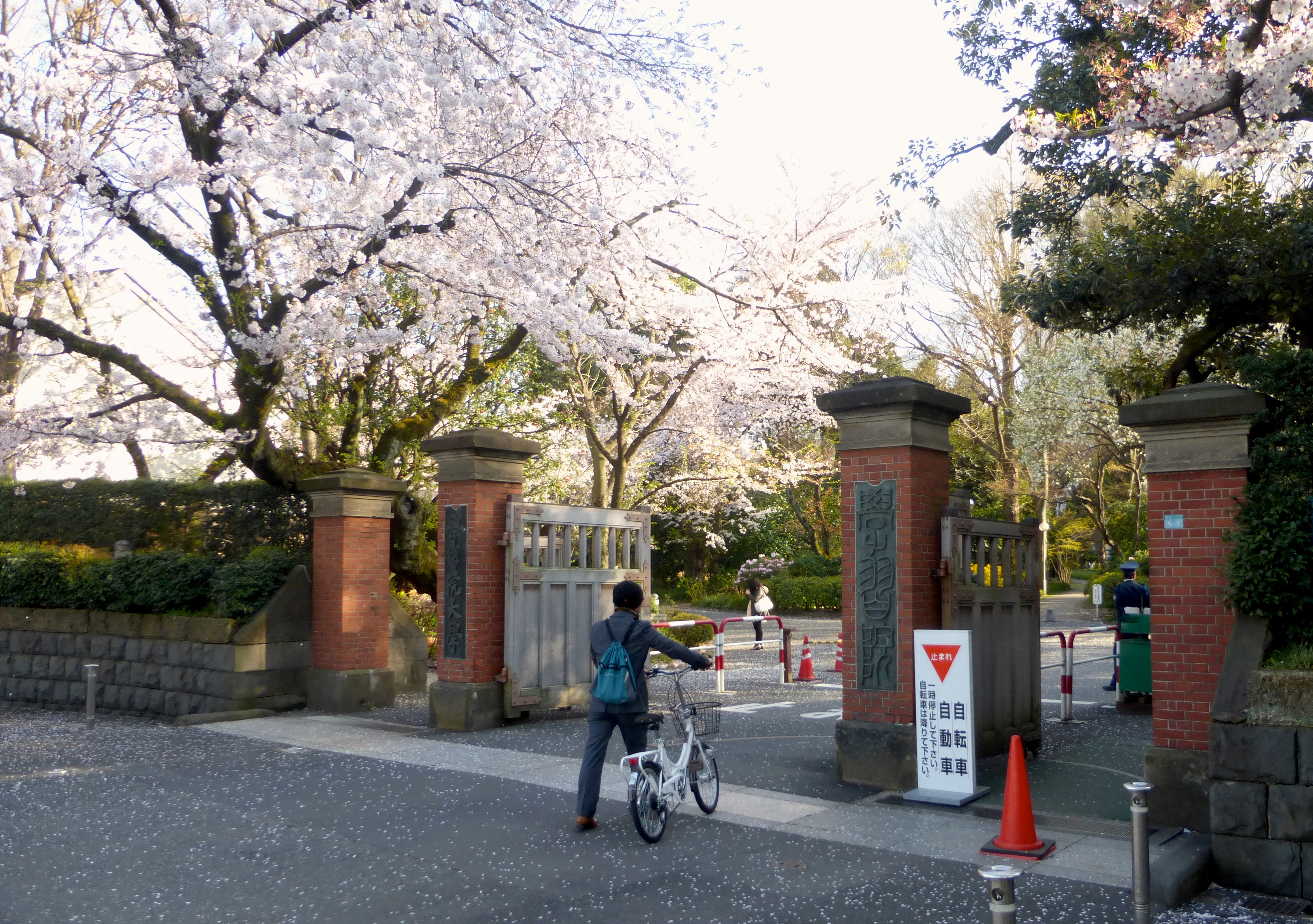
A Universidade de Gakushūin, originalmente estabelecida para atender somente membros da nobreza japonesa em 1949, depois aberto para o resto do público (em sua maioria para membros de famílias abastadas), é hoje uma das universidades mais exclusivas do Japão.

Em uma definição mais abrangente, a escola de escribas sumérios Eduba, criada por volta 3500 a.C., é citada por muitos autores como a primeira universidade. Entretanto ensinava apenas a escrita cuneiforme suméria e matemática, mas foi um local de extrema importância para o desenvolvimento da escrita. Porém em uma visão mais próxima do conceito moderno, a Academia, fundada em 387 a.C. pelo filósofo grego Platão no bosque de Academos próximo a Atenas, é defendida por muitos como a primeira universidade. Nela os estudantes aprendiam filosofia, matemática e ginástica. Embora próxima do conceito moderno, não constituía realmente uma universidade, pois cada pensador fundava uma escola de pensamento para difundir seus conhecimentos, não para debatê-los.

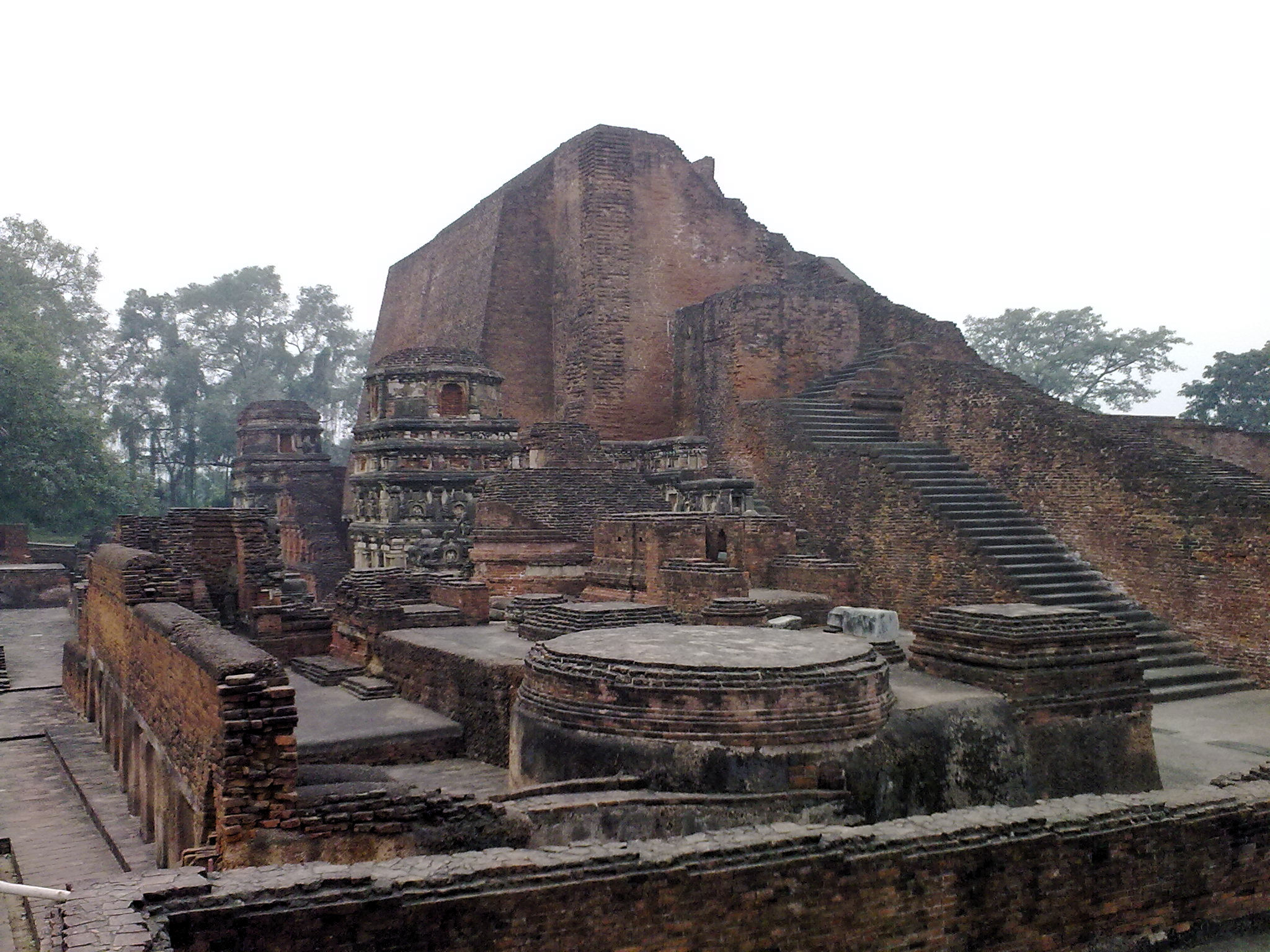
Ruínas da universidade de Nalanda, fundada na Índia no século V. É considerada pela maioria dos historiadores como a universidade mais antiga do mundo.

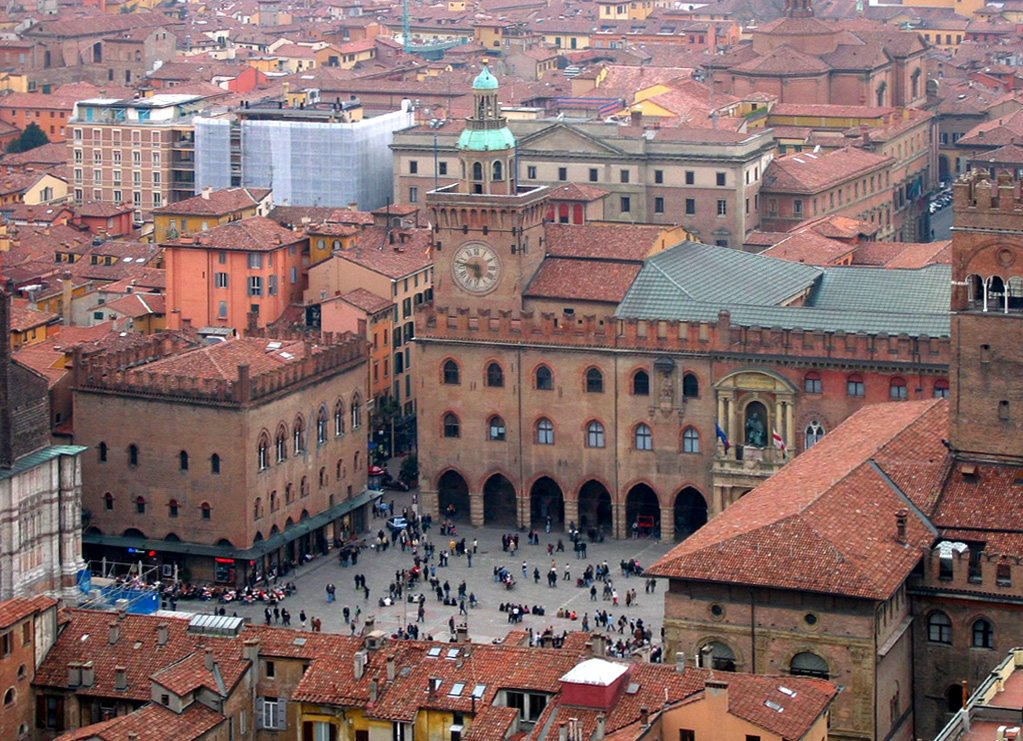
A Universidade de Bolonha, fundada na Itália em 1088, é a universidade mais antiga do mundo ainda em funcionamento.

Em uma visão global, a primeira universidade a seguir o conceito moderno surgiu na Ásia, durante o século V, e foi conhecida como a universidade de Nalanda, em Bihar, Índia. Nela viveu o filósofo budista Nagarjuna. Durante sua existência chegou a contar com mais de 10 mil estudantes e 1,5 mil professores. O currículo dessa universidade era extenso e envolvia áreas como teologia, filosofia, matemática, astronomia, alquimia e anatomia. Seus filósofos budistas promoviam debates filosóficos envolvendo diversos temas. Em 1193, a universidade de Nalanda foi saqueada por invasores muçulmanos. Quando o tradutor tibetano Chag Lotsawa visitou-a em 1235 encontrou-a em parte destruída mas ainda funcionando com um pequeno número de monges. A destruição de Nalanda assim como de templos e monastérios no norte da Índia, onde havia centros de estudos, é considerado por vários historiadores como a causa do súbito desaparecimento do antigo pensamento científico indiano.
Em 670 d.C. foi fundada na Tunísia a mesquita de Cairuão e nela iniciou-se o desenvolvimento da primeira universidade árabe onde se ensinava o idioma árabe, teologia, história islâmica, jurisprudência maliquita, matemática, astronomia, medicina e botânica. Porém poucas décadas mais tarde a mesquita de Cairuão foi destruída e o seu centro universitário foi reconstruído na cidade de Montfleury em 737 d.C. onde foi então fundada a universidade Ez-Zitouna que funciona até hoje e é considera por muitos árabes como a primeira universidade.
Oficialmente a UNESCO declarou a universidade de Karueein (ou Al Quarawiyyia) fundada em Fez, em Marrocos, no ano de 859 d.C. como a primeira universidade do mundo seguindo a definição moderna.
Em 970 d.C. foi fundada no Cairo, no Egito, a universidade de Al-Azhar que é então oficialmente considerada a segunda universidade mais antiga do mundo na definição moderna. O currículo de Al-Azhar envolvia matérias como teologia, história islâmica, jurisprudência maliquita, gramática árabe, matemática, lógica, retórica e astronomia. Apenas em 1961 foram incluídos cursos envolvendo administração, economia, farmácia, medicina, engenharia e agricultura. Em 1065 em Bagdá, capital do Iraque, é a Universidade Al-Nizamiyya que possuía em seu currículo matérias como teologia, jurisprudência maliquita, gramática e literatura árabe e aritmética.
Em 1088, na cidade de Bolonha, na Itália, é fundada a Universidade de Bolonha que viria a ser conhecida como a primeira universidade da Europa onde se estudava direito, medicina e teologia. As universidades que se lhe seguiram, que foram fundadas na Europa cristã medieval, tinham como base a missão de procurar a Verdade, o Bem e o Belo, através da controvérsia livre entre propostas rivais.
Na Europa rapazes encaminhavam-se à universidade após completar o estudo do trívio: as artes preparatórias da gramática, retórica e lógica ou dialética; e do quadrívio: aritmética, geometria, música e astronomia.
Atualmente as universidades são normalmente instituídas por um estatuto ou carta. No Reino Unido, uma universidade é definida por uma carta real e apenas instituições com tal documento podem oferecer diplomas de quaisquer tipos.
Nas últimas décadas do século XX, um certo número de universidades com mais de 100 000 estudantes foi criado, ensinando através de técnicas de aprendizado a distância.

## Organização

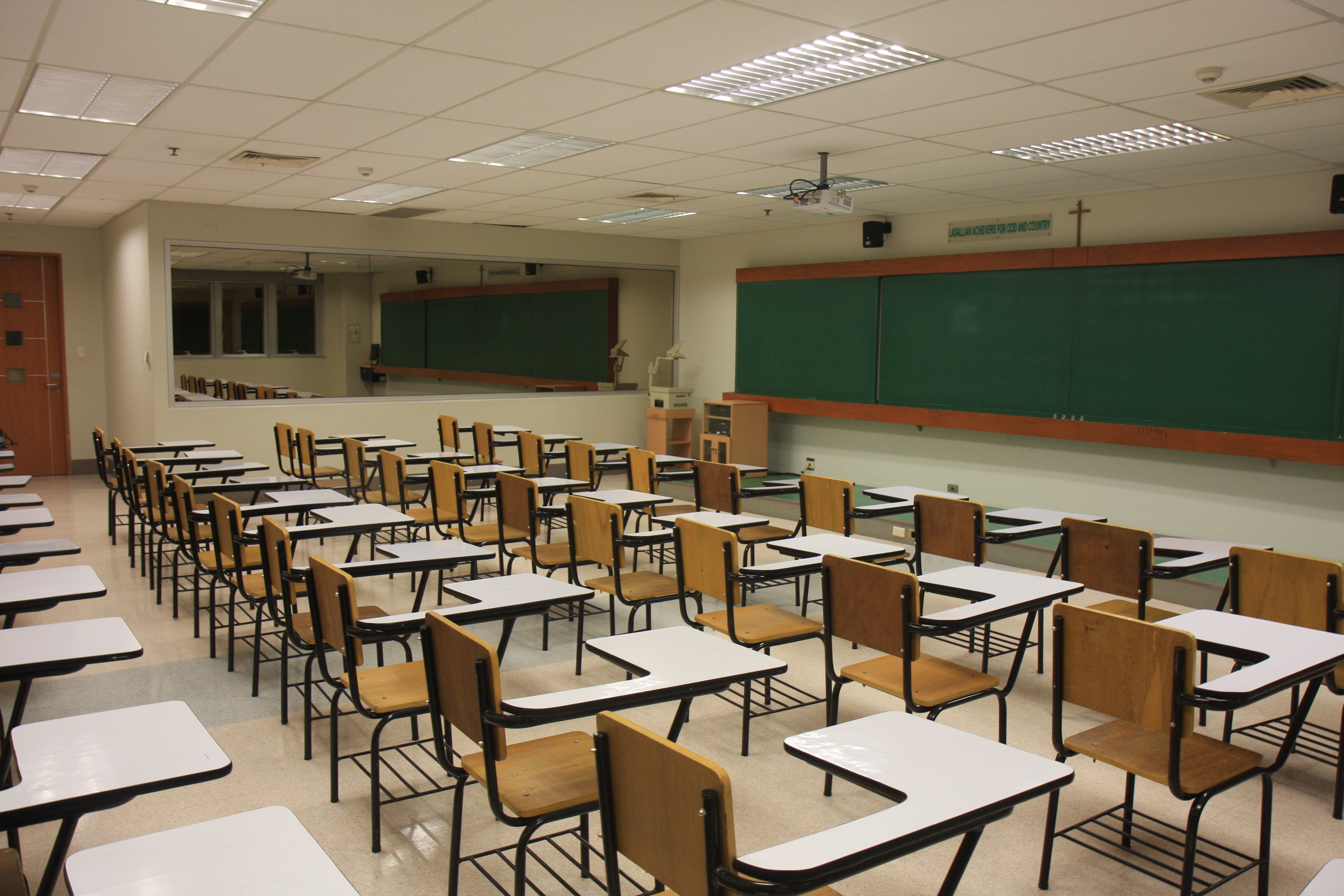
Típico aspecto de uma sala de aula universitária, vista na Universidade De La Salle, em Manila, nas Filipinas.

Apesar do modelo de organização variar de instituição para instituição, quase todas as universidades dispõem de alguns órgãos centrais comuns, como um reitor, chanceler ou presidente, um conselho de curadores, um senado universitário e decanos das várias unidades orgânicas. O provimento destes órgãos varia conforme o estatuto da instituição, indo desde a nomeação por uma autoridade superior à eleição pelos próprios membros da universidade.

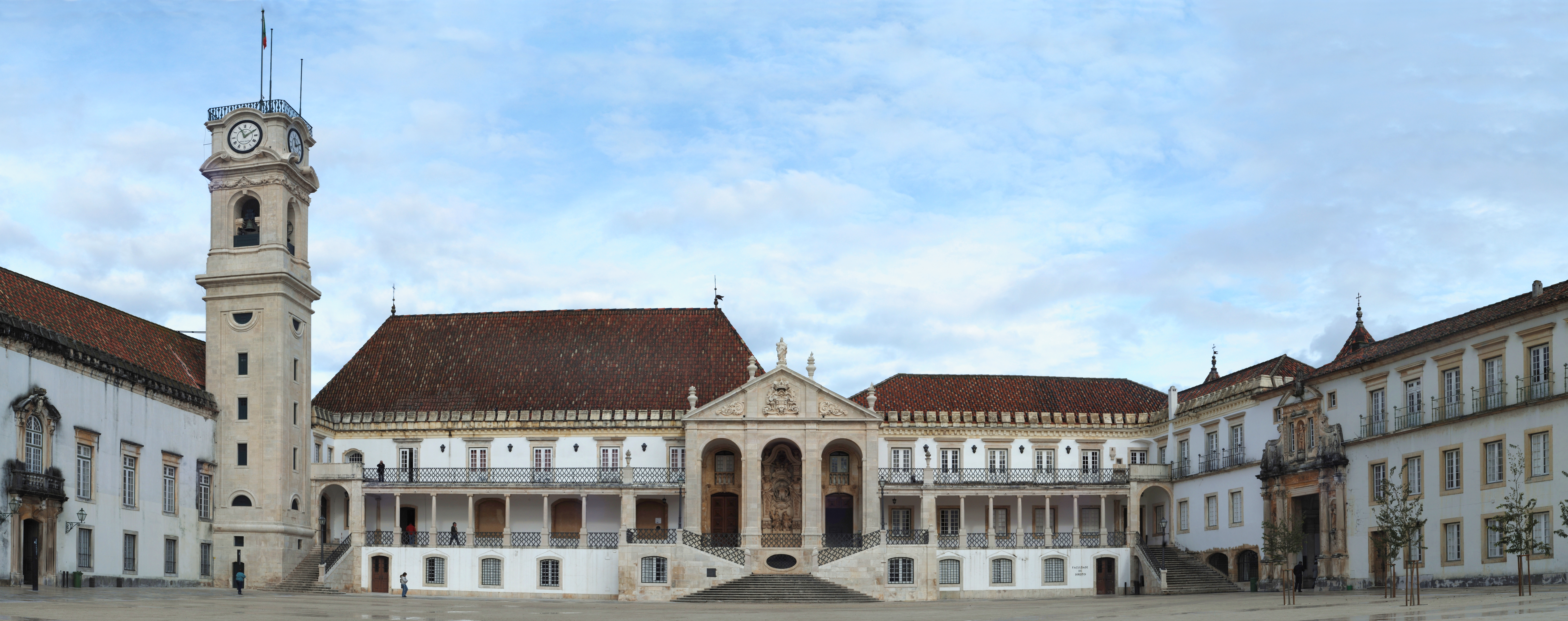
Paço das Escolas, sede da Universidade de Coimbra, fundada em Portugal em 1288, sendo a mais antiga do país.

As universidades públicas são tuteladas pelos governos nacionais ou locais, cuja interferência na administração interna de cada universidade pode ser maior ou menor, conforme o país, a região ou o próprio estatuto da instituição.
Nalguns casos, as universidades são tuteladas diretamente pelo departamento governamental de educação ou ensino superior, mas noutros estados essa tutela pode ser delegada numa entidade independente, normalmente de natureza colegial. Os órgãos de tutela governamental são normalmente sempre responsáveis pela alocação de fundos públicos às universidades, pela acreditação das instituições e dos seus cursos superiores e pelo regime de graus conferidos. Para além da componente financeira, dependendo do grau de autonomia atribuído às universidades, os órgãos de tutela poderão ter interferência no sistema de acesso, na criação, alteração ou extinção de cursos superiores, na organização interna das instituições, nos seus planos estratégicos universitários e no regime do pessoal docente. Contudo, uma grande parte das universidades públicas dispõe de uma alargada autonomia financeira, pedagógica e científica.

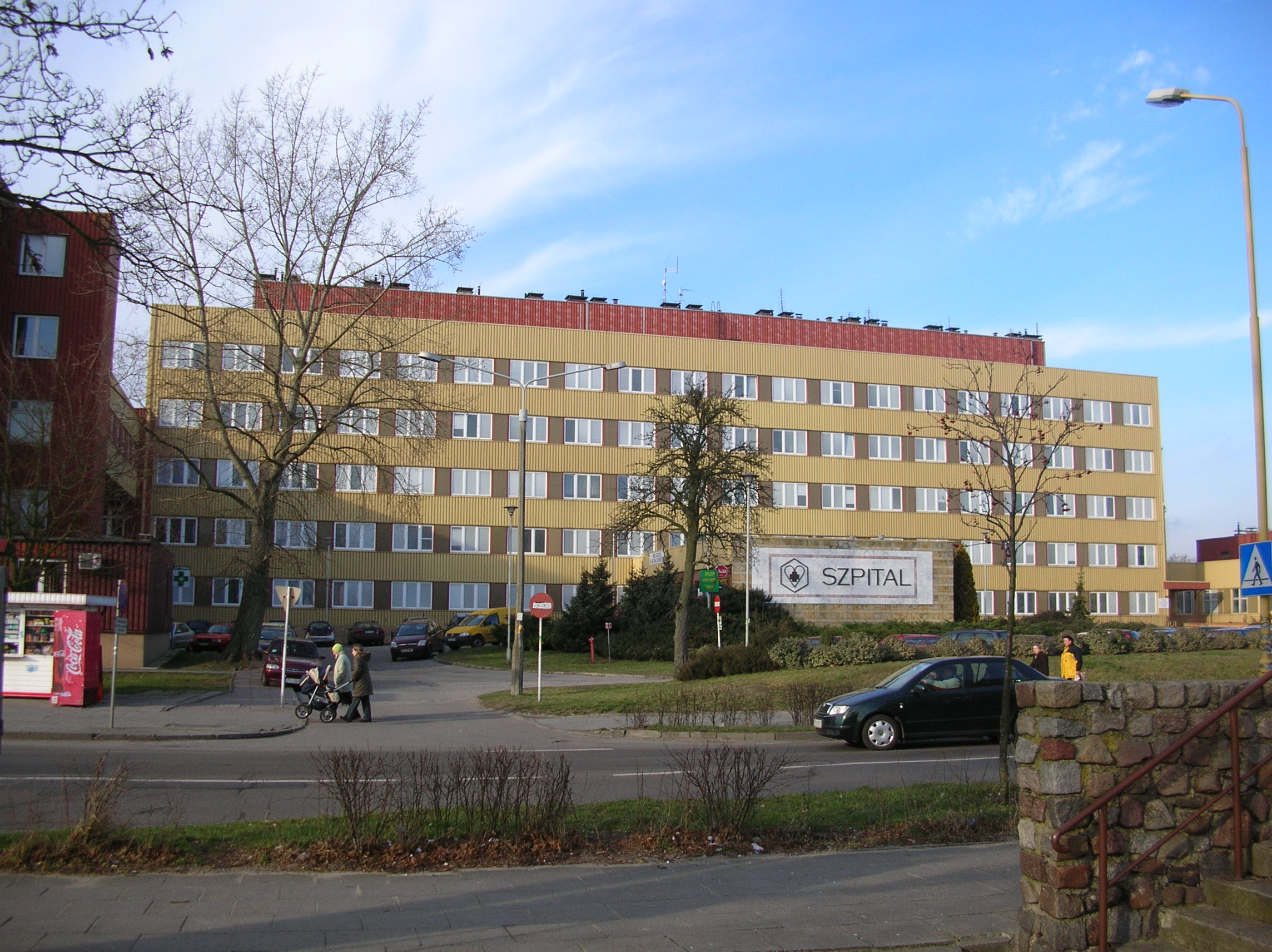
Hospital Clínico da Universidade de Medicina da Pomerânia em Estetino, localizado na cidade vizinha de Police (Polônia).

As universidades privadas são financiadas principalmente por fundos privados, o que lhes dá maior independência em relação às políticas pública de ensino superior. As fontes de financiamento principal são normalmente as propinas pagas pelos seus alunos, mas também podem receber financiamento através de dádivas por filantropia, de pagamento de serviços prestados a entidades externas e mesmo de contribuições públicas.
As universidades têm uma organização interna baseada em unidades orgânicas de ensino e de investigação, onde se incluem faculdades, escolas, institutos, colégios e departamentos. Essas unidades dispõem de maior ou menor autonomia dentro da universidade, conforme a organização da mesma. No caso em que as suas unidades dispõem de uma grande autonomia, uma universidade pode constituir uma mera federação de escolas ou faculdades, agrupadas para efeitos meramente administrativos, eventualmente partilhando alguns recursos comuns. Muitas universidades deste tipo tiveram origem no agrupamento administrativo de escolas mais antigas, as quais, mesmo integradas numa instituição maior, mantiveram a sua identidade e parte da sua autonomia.

### Sistemas universitários

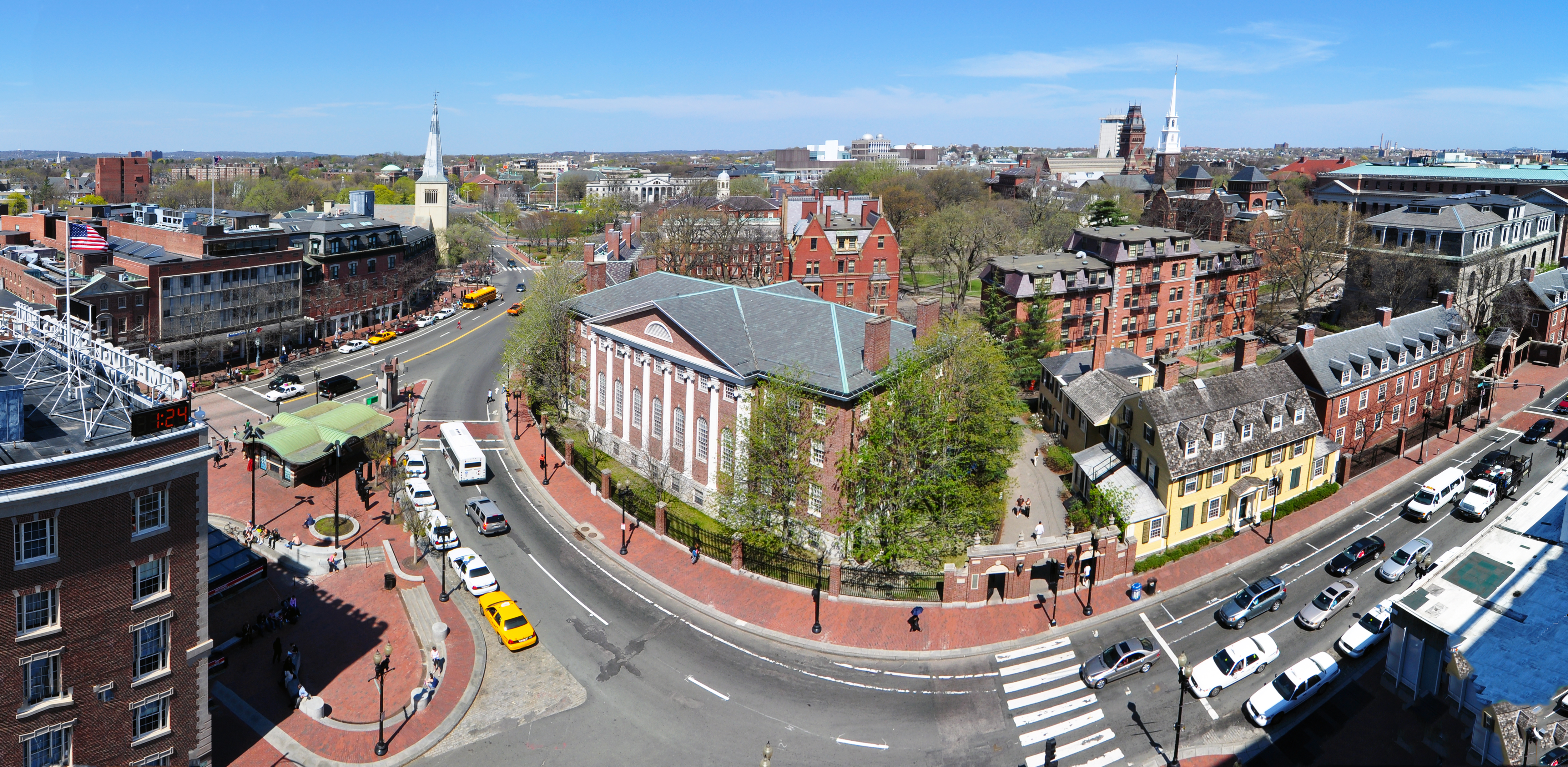
A Universidade Harvard, fundada nos Estados Unidos em 1636, apontada diversas vezes como a melhor universidade do mundo.

Sobretudo nos EUA, mas também em alguns outros países, existe o conceito de sistema universitário o qual constitui uma organização de cúpula ou federação que agrupa com conjunto de universidades e outras instituições de ensino superior, normalmente distribuídas geograficamente por vários locais. Normalmente, existe um órgão central de administração coletiva do sistema, mas cada universidade constituinte do mesmo mantém a sua própria administração particular, com maior ou menor autonomia em relação ao órgão central. Os sistemas universitários tornaram-se bastante comuns nos EUA do pós-Segunda Guerra Mundial, de modo que quase todos os seus estados dispõem de um ou mais destes sistemas, sob os quais se agrupam as suas universidades públicas, partilhando um nome, uma administração e alguns recursos comuns. Grande parte dos sistemas universitários são referidos como "universidade", sendo cada uma das universidades constituintes referida pelo nome do sistema, acrescido de uma designação particular (ex.: a Universidade da Califórnia é o sistema universitário público do Estado da Califórnia, que agrupa a Universidade da Califórnia, Los Angeles e a Universidade da Califórnia, Berkeley, entre outras.).
Um sistema universitário não deve ser confundido com uma universidade de múltiplos campi. Um sistema universitário contém várias universidades, enquanto que uma universidade de múltiplos campi é uma única universidade cujas instalações se encontram espalhadas por dois ou mais campi. Conforme a política de imagem do sistemas universitários e das respectivas universidades constituintes, a associação de uma universidade ao sistema pode ser mais ou menos enfatizada.
Sistemas universitários segundo o modelo existente nos EUA existem em alguns outros países, mas são muito menos comuns. A designação "sistema universitário" é usada em outros países com diferentes sentidos, normalmente referindo-se ao conjunto de universidades existentes numa dada região ou na totalidade do país, mas que não dispõem de órgãos de administração comuns.

## Ao redor do mundo

### Américas
Entre as mais antigas do continente americano incluem-se as universidades de São Domingos (1538), San Marcos, (Peru, 1551), México (1553), Bogotá (1662), Cuzco (1692), Havana (1728) e Santiago (1738). As primeiras dos Estados Unidos são as de Harvard (1636), Yale (1701) e Filadélfia (1755).

### Brasil

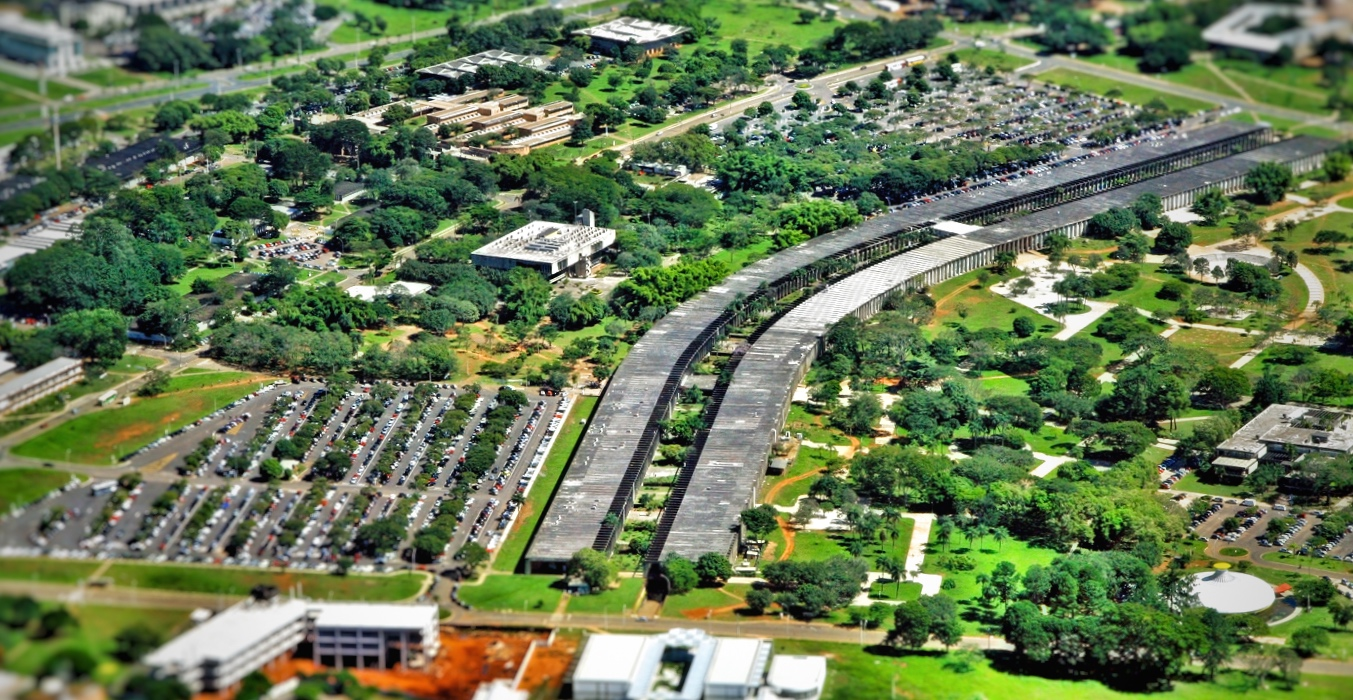
Vista aérea do Campus Darcy Ribeiro, da Universidade de Brasília (UnB)

O ensino superior no Brasil foi, durante maior parte da história da educação no país, dominado por escolas superiores profissionalizantes e faculdades isoladas. As universidades surgiram muito tardiamente, apenas no século XX, enquanto na América espanhola elas já se faziam presentes desde o século XVI.
A mais antiga instituição com o status de universidade no país foi a Universidade do Paraná, criada em 1912 e hoje chamada Universidade Federal do Paraná. Há outras instituições de ensino superior brasileiras mais antigas, porém, o fato da continuidade do funcionamento de todos os cursos é o caráter que dá à Universidade do Paraná a condição de mais antiga do país.
No período imperial, houve planos para criar uma universidade, a ser designada "Universidade Pedro II", mas não foram avante.
Em 2013, foi criada uma terceira categoria de universidade pelo financiamento: as comunitárias. Assim sendo, desde então, existem instituições públicas, particulares e comunitárias.
As universidades no Brasil detêm autonomia para criar cursos, sem autorização do MEC.
No Brasil, para frequentar uma universidade, é obrigatório, pela Lei de Diretrizes e Bases da Educação, concluir todos os níveis de ensino adequados às necessidades de todos os estudantes dos ensinos infantil, fundamental e médio.

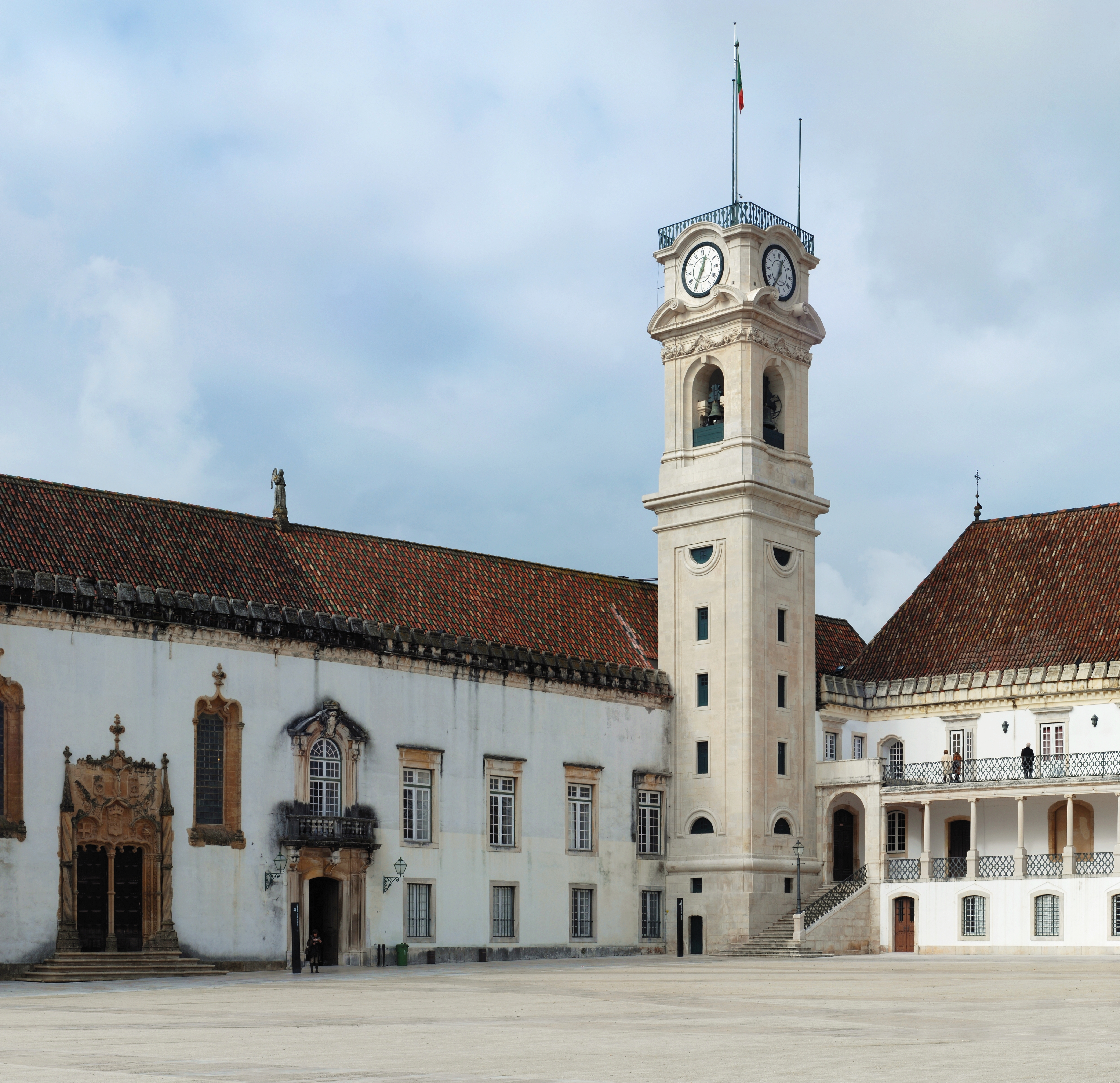
Torre da Universidade de Coimbra

### Portugal
A universidade portuguesa mais antiga é a Universidade de Coimbra, fundada inicialmente em Lisboa em 1290, sendo uma das 10 mais antigas da Europa em funcionamento contínuo.

#### Carreiras de docência universitária em Portugal
As categorias de docência universitária são, por esta ordem hierárquica:  
- Professor catedrático
- Professor associado
- Professor auxiliar
- Assistente (em desuso)
- Assistente estagiário (em desuso)

### Lista de universidades
- Lista de universidades
- Lista de universidades de Portugal
- Lista de instituições de ensino superior do Brasil
- Lista das 100 melhores universidades do mundo

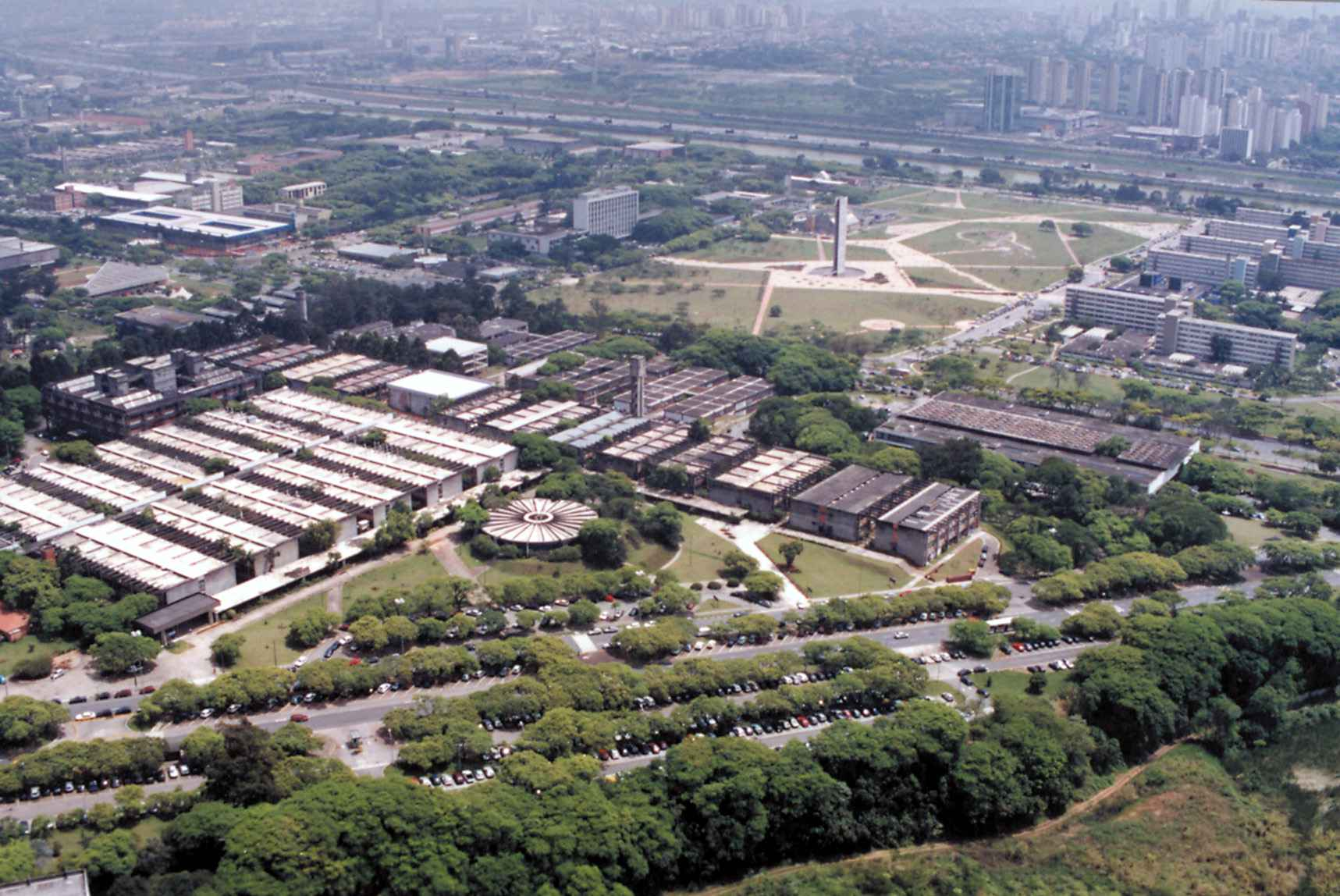
Vista da Cidade Universitária, sede da Universidade de São Paulo (USP), no Brasil.

- Lista das universidades mais antigas do mundo
- Universidade medieval
- Universidade de Macau
- Lista de disciplinas acadêmicas
- Lista de universidades na África do Sul
- Lista de universidades da Alemanha
- Universidades da França
- Lista de universidades de Israel
- Lista de instituições de ensino superior do México

### Outros tipos de instituições de ensino superior
- Faculdade
- Instituto universitário